# Corinna Lingnau
Corinna Margarete Lingnau, verh. Bremer, (* 18. Januar 1960 in Leverkusen; nach Heirat Corinna Bremer) ist eine ehemalige deutsche Hockeyspielerin und Olympiateilnehmerin.
Corinna Lingnau spielte beim RTHC Bayer Leverkusen. 1982, 1983 und 1985 gewann sie den Deutschen Meistertitel im Feldhockey, 1981, 1982, 1984 und 1987 war sie mit den Leverkusenerinnen im Hallenhockey erfolgreich.
Die Abwehrspielerin debütierte 1978 in der deutschen Hockeynationalmannschaft. Ihr erstes großes Turnier war die Weltmeisterschaft 1978, bei der die deutsche Mannschaft im Finale gegen die Niederlande mit 1:0 unterlag. 1981 gewann die deutsche Mannschaft die Halleneuropameisterschaft. Dann siegte die Mannschaft bei der Weltmeisterschaft in Buenos Aires im Finale nach Siebenmeterschießen gegen die Niederlande. Zwei Jahre später belegte das Team bei der Weltmeisterschaft 1983 den vierten Platz. Im Mai 1984 wurde in Lille die erste Feldhockey-Europameisterschaft der Damen ausgetragen, nach einer Halbfinalniederlage gegen die Niederländerinnen siegten die deutschen Spielerinnen im Spiel um Bronze gegen die Britinnen. Zwei Monate später besiegten die Niederländerinnen die deutsche Mannschaft bei den Olympischen Spielen in Los Angeles mit 6:2. Die deutsche Mannschaft gewann Silber hinter den Niederländerinnen und vor den US-Amerikanerinnen. Für diesen Erfolg wurden sie und die gesamte deutsche Hockeydamenolympiamannschaft – wie alle Gewinner olympischer Medaillen – vom Bundespräsidenten mit dem Silbernen Lorbeerblatt ausgezeichnet. Insgesamt wirkte Corinna Lingnau von 1978 bis 1984 in 103 Länderspielen mit, davon 11 in der Halle.